# دنگ-الیش (شهرستان کاچکار)
دنگ-الیش (به لاتین: Döng-Alysh) یک منطقهٔ مسکونی در قرقیزستان است که در شهرستان کاچکار واقع شده‌است. دنگ-الیش ۲٬۴۳۱ نفر جمعیت دارد و ۲٬۲۷۷ متر بالاتر از سطح دریا واقع شده‌است.